# DR-Baureihe 99.31
Die Fahrzeuge der Baureihe 99.31 waren Schmalspur-Lokomotiven mit der Spurweite von 900 mm der Deutschen Reichsbahn für die Bäderbahn zwischen Bad Doberan und Arendsee. Die 1923 gelieferten Maschinen wurden bis zur Einführung der Baureihenbezeichnung als T 42 bezeichnet.

## Geschichte
Die 1910 gelieferten Lokomotiven der Gattung T 7 konnten dem ansteigenden Verkehrsaufkommen nach dem Ersten Weltkrieg nicht mehr gerecht werden. Als Ersatz bestellte deshalb die Deutsche Reichsbahn bei Henschel & Sohn drei vierfachgekuppelte Tenderlokomotiven. Gleichzeitig verpflichtete sich die Deutsche Reichsbahn zur Bereitstellung von Kupfer für die Feuerbüchse und die Stehbolzen zur Befestigung im Hinterkessel. Die ersten beiden Maschinen wurden 1923 und die dritte 1924 ausgeliefert. Bei den Lokomotiven verzichtete man auf die Triebwerksverkleidung, zur Vermeidung von Funkenflug wurde der Kobelschornstein in gedrungener Form wieder verwendet.
Die Lokomotiven konnten im Vergleich zu den 99.30 wesentlich größere Lasten bewältigen. Die vierachsigen Lokomotiven beförderten um 1935 normalerweise acht Wagen. Mit der Lieferung der 99.32 erbrachten sie nur noch Reserve- und Güterzugleistungen. Die 99 311 wurde 1942 in Kühlungsborn ausgemustert. Die beiden anderen Maschinen waren bis zu ihrer Ablösung 1961 durch die Lokomotiven der Baureihe 99.33 neben der Baureihe 99.32 im Einsatz. Danach wurden sie als Heizlokomotiven an die Bauunion Rostock abgegeben. Der weitere Verbleib ist nicht bekannt.

## Konstruktive Merkmale
Die Lokomotiven verfügten über einen genieteten Blechinnenrahmen aus 16 mm dicken Blechen von 7260 mm Länge. Der Rahmen wurde gleichzeitig als Wasserkastenrahmen genutzt.
Der genietete Langkessel bestand aus einem Schuss. Der Stehkessel verfügte über eine halbrunde Decke. Direkt hinter dem Schornstein saß der große runde Speisedom. Der Dampfdom befand sich am Ende des Langkessels und der viereckige Sandkasten zwischen den beiden Domen. Der Schornstein war als Kobelschornstein in gedrungener Form ausgelegt, um den Funkenflug bei der Fahrt durch Straßen zu verhindern. Der Kohlekasten lag hinter dem Führerhaus, die seitlichen Kästen wurden als zusätzliche Wasserkästen verwendet und besaßen im Bereich der Aufwurfhebel der Steuerung Wartungsausschnitte. Der Sandstreuer sandete bei Vorwärtsfahrt die dritte Achse (Treibachse) und bei Rückwärtsfahrt die erste Achse.
Das Zweizylinder-Nassdampftriebwerk war außenliegend und arbeitete, von den leicht geneigten Außenzylindern angetrieben, auf die dritte Kuppelachse. Die außenliegende Heusinger-Steuerung verfügte über Hängeeisen und Flachschieber. Die Umsteuerung erfolgte durch Steuerspindeln.
Das Laufwerk war an vier Punkten abgestützt. Die ersten beiden Kuppelachsen besaßen auf der Rahmenoberkante liegende Blattfederpakete. Bei den beiden hinteren Achsen lagen die Federpakete über den Achslagern. Die Federn der beiden Radsatzgruppen waren jeweils mit einem Ausgleichshebel verbunden. Der letzte Radsatz hatte ein beidseitiges Seitenspiel von 12,5 mm.
Die Lokomotiven verfügten über die selten eingesetzte Zweikammer-Druckluftbremse von Knorr, eine Dampfheizungseinrichtung sowie ein Dampfläutewerk. Alle Radsätze wurden einseitig von vorn gebremst. Die Luftbehälter befanden sich unter dem Führerhaus und die Luftpumpe auf dem rechten Umlaufblech vor dem Wasserkasten.